# Messe en ut majeur de Beethoven
La Messe en ut majeur, op. 86, de Ludwig van Beethoven, fut composée à Eisenstadt en 1807, chez le Nicolas II, prince Esterházy auquel elle fut dédiée. Elle ne fut publiée qu'en 1812 chez Breitkopf & Härtel à Leipzig,. 
Il s'agit de la deuxième œuvre liturgique de Beethoven, six ans après Le Christ au Mont des Oliviers et quinze ans avant l'achèvement de la Missa Solemnis. Moins connue que cette dernière, elle est assez peu jouée de nos jours.
La Messe en ut fut l'occasion d'une brouille définitive entre Beethoven et le prince Esterházy, ce dernier ayant fait comprendre au musicien qu'il n'appréciait pas son œuvre. L'œuvre fut par la suite dédiée au Prince Kinský,.

## Présentation de l'œuvre

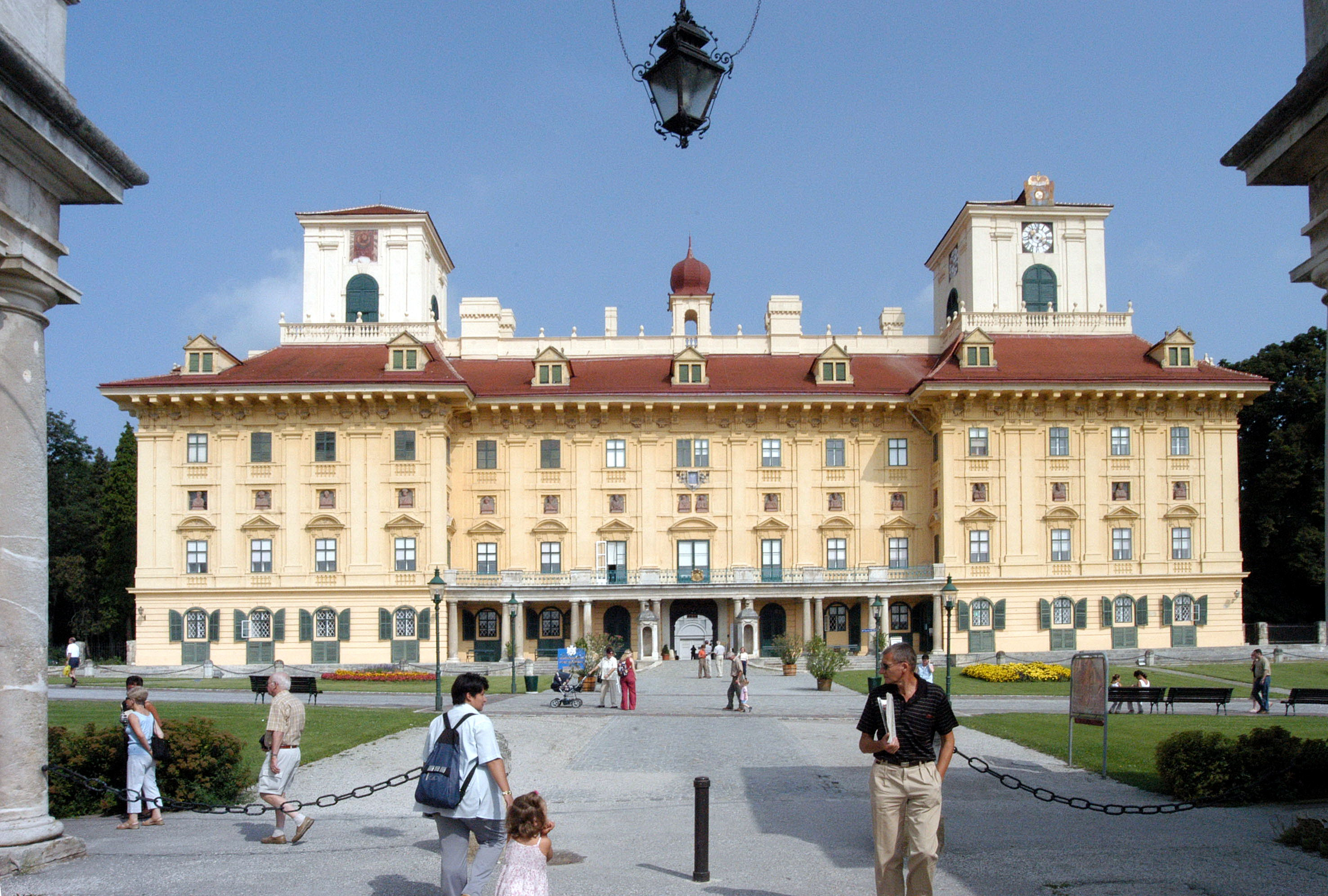
Palais Esterházy à Eisenstadt

La Messe en ut op. 86 fut commandée début 1807 par Nicolas II Esterházy à l'occasion de la fête de son épouse Marie-Josèphe-Hermengilde de Liechtenstein. Beethoven était bien conscient que cette première tentative d'écriture d'une messe ne manquerait pas d'être comparée aux six messes que Haydn avait précédemment composées pour ce même événement. Beethoven fit d'ailleurs part de ses doutes au prince en juillet,, mais promit néanmoins de livrer le manuscrit pour le 20 août 1807, une date dangereusement proche de celle de la représentation. Il fournit diverses excuses pour le retard, parmi lesquelles sa récente maladie, lettre de son médecin à l'appui. 
Quoi qu'il en soit, la création à Eisenstadt le 13 septembre 1807 (premier dimanche suivant la fête de la princesse Marie-Josèphe-Hermengilde) reçut un accueil des plus froids, probablement en raison du manque de répétitions, et le prince ne fit aucun secret de sa complète désapprobation de l'œuvre. Pourtant Beethoven en était très satisfait, affirmant "avoir traité le texte comme rarement on l'a fait",.
Lorsque l'œuvre fut publiée chez Breitkopf & Härtel en 1812, elle portait une dédicace au prince Ferdinand Kinský,.
La messe en ut majeur comporte les six parties de l'ordinaire de la messe:
1. Kyrie: Andante con moto assai vivace quasi allegretto ma non troppo[12], 2/4[12], ut majeur[12] (132 mesures)[12]
2. Gloria: Allegro con brio, 2/2, ut majeur (379 mesures)[12]
3. Credo: Allegro con brio, 3/4, ut majeur (368 mesures)[12]
4. Sanctus: Adagio, 4/4, la majeur (48 mesures)[12]
5. Benedictus: Allegretto ma non troppo, 2/4, fa majeur (145 mesures)[12]
6. Agnus Dei: Poco andante, 12/8, ut mineur (182 mesures)[12]

Elle engage un chœur important de quatre voix, plus un quatuor de solistes (soprano, mezzo-soprano, ténor et baryton), ainsi qu'un orchestre composés de flûtes, hautbois, clarinettes, bassons, cors, trompettes, cordes et un orgue.
Sa durée d'exécution est d'environ 45 minutes.

## Repères discographiques
- Sir Thomas Beecham, Chœurs et Orchestre Philharmonia, 1958 (EMI Classics)[13]
- Carlo Maria Giulini, Chœurs et Orchestre Philharmonia, 1970 (EMI Classics)[14]
- Karl Richter, Chœur et orchestre Bach de Munich, 1971 (DG)
- George Guest, Chœur du Collège St. John's, Cambridge (en), Academy of St Martin-in-the-Fields, 1973 (Decca)
- Sir Colin Davis, Chœurs et Orchestre symphonique de Londres, 1978 (Philips)[15]
- Günter Wand, Chœur et Orchestre symphonique de la NDR, 1982 (Hänssler Classic)
- Herbert Kegel, Chœurs et Orchestre du Gewandhaus de Leipzig 1985 (Teldec Classics)
- Michel Corboz, Chœurs et Orchestre de la Fondation Gulbenkian Lisbonne, 1988 (Erato)
- Robert Shaw,  Atlanta Symphony Orchestra et Chorus, 1990 (Telarc)
- Anton Nanut, Slovak Philharmonic Choir and Orchestra, 1990 (Brilliant Classics)
- John Eliot Gardiner, Monteverdi Choir, John Eliot Gardiner, Orchestre Révolutionnaire et Romantique, 1992, (Archiv Produktion)[16],[17],[18].
- Helmuth Rilling, Gächinger Kantorei Stuttgart, Bach-Collegium Stuttgart, 1993 (Hänssler Classic)
- Wolfdieter Maurer, Chœur et Orchestre philharmonique de Tokyo 1994 (BMG Arte Nova)
- Matthew Best, Corydon singers, Corydon orchestra 1996, (Hyperion Records)
- Riccardo Chailly, Chœur et Orchestre symphonique de la radio de Berlin,1997 (Decca)
- Richard Hickox, Collegium Musicum 90 (en), 2006 (Chandos)
- Friedemann Layer, Chœur de la radio lettone, Orchestre national Montpellier, 2006 (Accord)
- Sir Colin Davis, Chœur et Orchestre symphonique de Londres, 2008 (LSO Live)[19]